# Rhapsody (système d'exploitation)
Pour les articles homonymes, voir Rhapsody.
Rhapsody était le nom donné par Apple au système d'exploitation qui devait succéder à Mac OS 8. Son développement a commencé fin 1996 après le rachat de NeXT.
Son architecture dérivait de celle d'OPENSTEP version 4.2 mais il gagnait de nombreux points communs avec Mac OS, comme son interface graphique et la compatibilité avec les applications Macintosh classiques. Il devait tourner aussi bien sous processeur PowerPC (Macintosh) que x86 (PC compatibles). Rhapsody était conçu autour d'un micro-noyau Mach et d'une sous-couche BSD-Unix.
Il fut pour la première fois présenté à la World Wide Developers Conférence de 1997, la version finale étant prévue pour le printemps 1998. La version développeurs fut disponible dans les temps fin 1997, mais le projet Rhapsody fut abandonné lorsque Apple présenta Mac OS X en juin 1998. Rhapsody fut néanmoins commercialisé sous la forme de Mac OS X Server en 2000. Le code de Rhapsody fut intégré dans Darwin, le noyau open source de Mac OS X. Mac OS X ne sortit finalement qu'en 2001, soit 5 ans après le début du développement de Rhapsody.

## Configuration requise
- Rhapsody Developer Release DR-1 & DR-2 pour PowerPC

Avoir un Macintosh comprenant 32 Mo de mémorie vive et 750 Mo de disque dur. Pour les modèles, Apple assure le fonctionnement sur les Macintosh 8500, 8600, 9500 et 9600.
Selon des utilisateurs, il fonctionnerait aussi bien sur le 7300, 7500 et le 7600 mais uniquement avec  une carte accélératrice 604e.
Rhapsody DR-2 fonctionne aussi sur les PowerPC G3 ainsi que sur les ordinateurs portables 3400, 2400, G3. Par contre, pour toute utilisation sur le G3, un driver additionnel est requis.
- Rhapsody Developer Release DR-1 & DR-2 pour Intel

Rhapsody pour Intel est fourni avec un ensemble de pilotes pour PC, dont la liste est assez réduite.

## Dates de sortie
| Année        | Produit nom                     | Version |
| ------------ | ------------------------------- | ------- |
| août 1997    | Rhapsody Developer Release DR-1 | 5.0     |
| mai 1998     | Rhapsody Developer Release DR-2 | 5.1     |
| 1998         | Rhapsody Premier                | 5.2     |
| mars 1999    | Mac OS X Server 1.0             | 5.3     |
| avril 1999   | Mac OS X Server 1.0.1           | 5.4     |
| juillet 1999 | Mac OS X Server 1.0.2           | 5.5     |
| janvier 2000 | Mac OS X Server 1.2             | 5.6     |
| octobre 2000 | Mac OS X Server 1.2v3           | 5.6     |